# Tratado de Jassy

A região listada foi cedida à Rússia

O Tratado de Jassy, assinado em 1792 em Jassy na Moldávia (atualmente Romênia), foi um pacto entre o Império Russo e o Império Otomano ao final da Guerra Russo-Turca (1787–1792), confirmando assim o domínio russo sobre o Mar Negro.